# 林昭宏
林昭宏，中華民國外交官、政府官員。畢業於國立政治大學外交學系碩士，曾任外交部新聞文化司薦任科員、駐英國台北代表處二等秘書、外交部歐洲司第一科長、駐聖文森國大使館副參事、外交部拉丁美洲及加勒比海司副參事回部辦事、外交部非政府組織國際事務會副執行長、駐聖克里斯多福及尼維斯大使館公使／大使等職務，現任外交部亞東太平洋司長。

## 職業生涯
林昭宏先後擔任駐聖克里斯多福及尼維斯大使館參事、公使與大使，是兩國許多合作中的關鍵人物，包括2019年中華民國總統蔡英文的「自由民主永續之旅」訪問該國，以及三軍儀隊到訪的策劃。此外也促成捐贈該國12輛納智捷製警車、各項基础设施、社會安全等領域合作計畫的幕後推手。